# Sénat de la République romaine
Pour un article plus général, voir Sénat romain.
Le Sénat de la République romaine est, entre le début du Ve siècle av. J.-C. et l'instauration du principat en 30 av. J.-C., l'assemblée composée des représentants des grandes familles de rang sénatorial qui joue aux côtés des magistrats tels que les consuls un rôle religieux, législatif, financier et de politique extérieure important.
Les pouvoirs du Sénat évoluent tout au long de la République. Bien que bénéficiant d'un très grand prestige, au début du Ve siècle av. J.-C., peu après la fuite des derniers Tarquins, le Sénat est politiquement assez faible alors que les magistrats supérieurs, héritiers du pouvoir royal, cumulent tous les pouvoirs. La transition entre le régime monarchique et le régime républicain est progressive et ne se fait pas brutalement dès la chute du dernier roi de Rome. Il faut attendre plusieurs générations avant que le Sénat soit capable d’affirmer son pouvoir sur les magistrats. C'est vers le milieu de la République, entre les IIIe et IIe siècles av. J.-C., que le Sénat atteint l'apogée de son pouvoir républicain. Ce dernier commence ensuite à décliner avec les réformes des Gracques puis durant la longue période de guerre civile qui marque la fin de la République et débouche sur l'instauration d'un nouveau type de régime politique, le principat. Le Sénat ne disparaît pas mais perd une grande partie de ses prérogatives au profit de l'empereur.

## Rôle religieux et prestigieux

### Signification religieuse
Le Sénat peut être considéré autant comme une institution religieuse qu'une institution politique, étant donné qu'il ne dispose en théorie que de pouvoirs limités et qu'il doit respecter diverses restrictions religieuses. Par exemple, avant chaque réunion, un sacrifice aux dieux est fait et les auspices sont pris afin de déterminer si le Sénat a la faveur des dieux pour ce jour. Ces réunions ne peuvent avoir lieu que dans un espace consacré (templum) tel que la Curie Hostilia sur le Comitium ou dans des temples. Chaque jour du nouvel an, le Sénat se réunit dans le temple de Jupiter capitolin et toutes les réunions sur la guerre ont lieu dans le temple de Bellone, situé à l'extérieur des limites du pomœrium.

### Une institution prestigieuse
Le Sénat républicain hérite du Sénat de l'époque royale un prestige considérable. Il est le gardien des traditions ancestrales. Pour Cicéron, le Sénat est « le tuteur, le défenseur et le protecteur de la République » et assure la permanence de la tradition. Le Sénat dispose d'un grand contrôle sur la vie quotidienne étant donné qu'il gère le trésor public, l'administration de la ville et les détails de la politique étrangère.
L'importance du Sénat dans la société romaine peut être évaluée par la place qu'il occupe dans le symbole de l'autorité de l'État romain, illustrée par la devise SPQR (Senatus Populusque Romanus, soit littéralement « le Sénat et le Peuple de Rome »). Ainsi, du point de vue des nations étrangères, le prestige du Sénat éclipse les autres magistrats et Rome apparaît comme une « république sénatoriale ». En 280 av. J.-C., Cinéas, ambassadeur de Pyrrhus, décrit le Sénat comme une « assemblée de rois ». Selon l'historien grec Polybe, il est la branche prédominante du gouvernement romain,. Un avis que partage Cicéron qui note que le Sénat est un corps continu et indépendant, contrairement aux autres magistrats qui ne disposent que d'un mandat limité dans le temps, à une année pour la majorité. L'auctoritas du Sénat dérive de son indépendance et tous les pouvoirs du Sénat proviennent de cette auctoritas. Selon Cicéron, la nature indépendante du Sénat lui permet d'être à l'origine des procédures de remplacement des consuls.

## Pouvoirs et compétences du Sénat

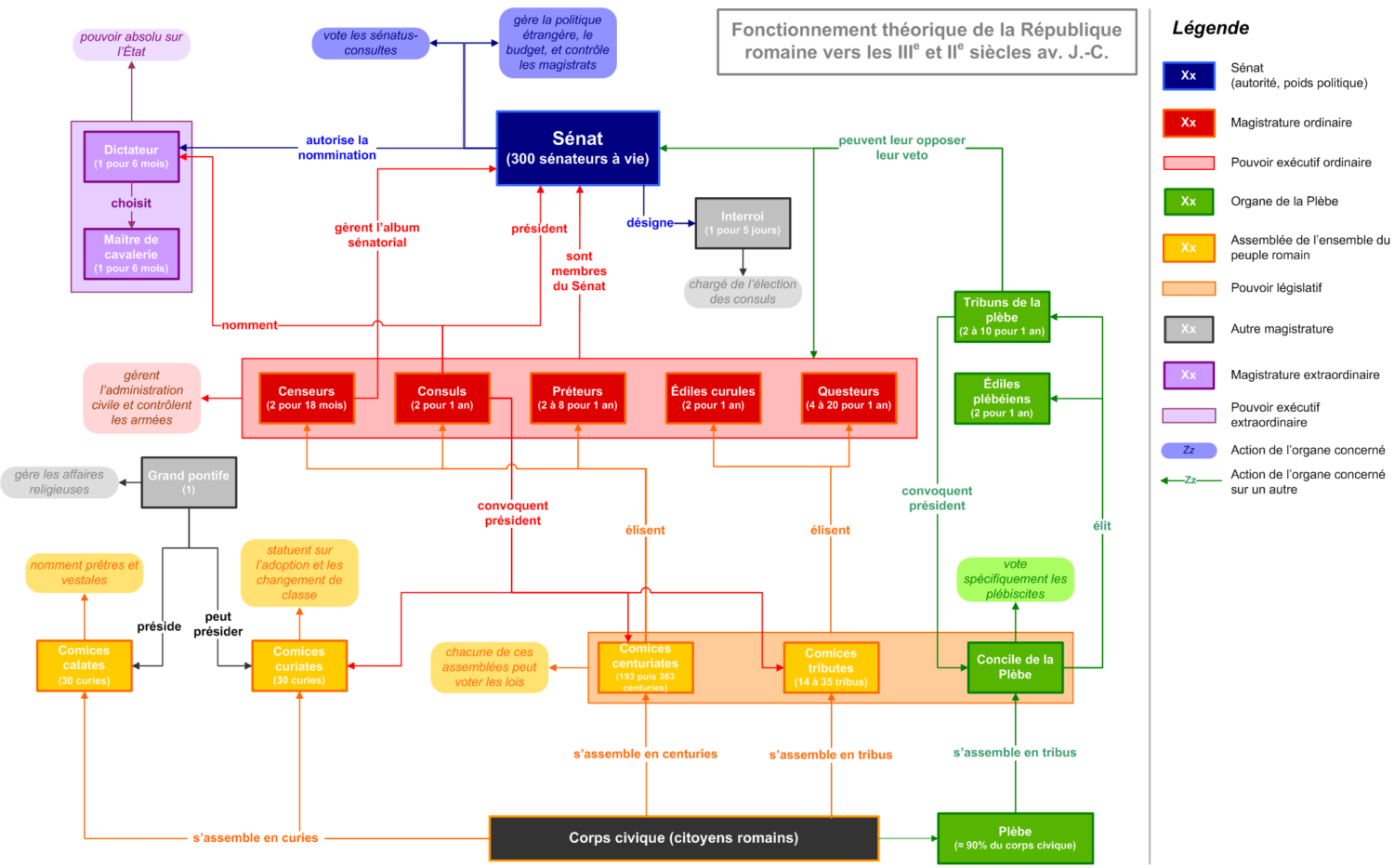
Fonctionnement théorique de la République romaine vers les

En théorie, le Sénat ne dispose que de peu de pouvoirs. Sous la République, une grande partie de son pouvoir dans les faits trouve sa source dans son auctoritas patrum tandis que les pouvoirs des consuls et des préteurs sont basés sur l'imperium. Alors que l'imperium accorde à un individu le pouvoir de donner des ordres, en pratique l'auctoritas découle de l'estime et du prestige du Sénat et se base sur les coutumes, la dignité et le prestige des sénateurs (mos maiorum ou « coutume des ancêtres »). Comme le Sénat est la seule institution politique à être éternelle et continue, contrairement au consulat qui expire au terme d’un mandat annuel, il acquiert la dignité des traditions antiques. Selon Cicéron, seul le Sénat est considéré comme ayant un lignage non brisé, remontant jusqu'à la fondation de Rome. Le Sénat agit comme un « conseil de l’État » que les magistrats supérieurs doivent consulter, quelle que soit la nature de l'affaire concernée.

### Rôle financier
Le Sénat joue un rôle prépondérant dans la gestion des finances romaines (ærarii dispensatio). En effet, le Sénat contrôle la répartition des terres du domaine public (ager publicus), les sources de revenus, comme les impôts, et les dépenses puisqu'il est le seul à pouvoir autoriser que de l’argent public soit puisé au trésor,. De fait, tous les magistrats destinés à manipuler de l'argent durant leur mission, les censeurs pour l'entretien de bâtiments publics ou les questeurs et proquesteurs dans les provinces, doivent rendre des comptes au Sénat.

### Politique étrangère

#### Affaires diplomatiques
Le Sénat romain intervient régulièrement dans les affaires quotidiennes concernant la politique étrangère. Il reçoit les ambassades et les délégations de nations étrangères ou des provinces sous domination romaine. C'est également le Sénat romain qui ratifie la législation mise en place par les promagistrats.
À l'inverse, c'est le Sénat qui décide l'envoi d'ambassade romaine à l'extérieur et qui constitue des commissions spéciales pour organiser l'intégration de nouveaux territoires avec la rédaction et l'application de règlements spécifiques. Toutefois, durant le Ier siècle av. J.-C., l'organisation des provinces passe davantage entre les mains de promagistrats grâce à des lois votées au préalable, mais ces promagistrats doivent toujours demander la ratification de leurs décisions par le Sénat.

#### Compétences en temps de guerre
La déclaration d'une guerre et sa conclusion par un traité sont placées sous la souveraineté du peuple. Le rôle du Sénat dans les conflits armés se limite théoriquement à celui de conseiller, mais dans les faits, il finit par superviser ces conflits. Les consuls, qui disposent d'un pouvoir essentiellement militaire, commandent directement les armées et le Sénat s'occupe de la stratégie globale. Il donne son accord pour procéder aux levées, l'armée romaine n'étant pas permanente sous la République, et gère la répartition des troupes d'une année sur l'autre.
Jusqu'en 202 av. J.-C., un dictateur est nommé dans les cas d'extrême urgence militaire. C'est le Sénat qui autorise les consuls à recourir à la dictature. Après 202, la dictature tombe en désuétude et le Sénat répond aux situations urgentes en votant un senatus consultum ultimum, un « décret ultime du Sénat ». Après ce vote, le gouvernement civil est suspendu et la loi martiale, ou quelque chose d'analogue, est proclamée, déclarant videant consules ne res publica detrimenti capiat, c'est-à-dire « que les consuls veillent à ce que la République ne subisse aucun dommage ». En effet, ces derniers sont provisoirement investis de pouvoirs dictatoriaux.

### Administration civile
Le Sénat gère également l’administration civile au sein de la ville. Il s’occupe de juger les cas individuels de crimes politiques, telle que la trahison, et, peu à peu, les tribunaux sénatoriaux se substituent à la justice comitiale, c'est-à-dire rendue par le peuple réuni en comices.
Les sénateurs interviennent également pour arbitrer les conflits financiers ou agraires en Italie en envoyant un préteur sur place et pour enquêter sur d'éventuelles exactions commises par les promagistrats dans les provinces dont ils ont la charge.

### Rôle législatif
Alors que le Sénat peut influencer la promulgation de lois, il ne fait pas officiellement ces lois. Son auctoritas patrum lui confère le pouvoir de sanctionner une loi et de valider des élections mais ce sont les assemblées populaires, qui sont considérées comme l'incarnation du peuple de Rome, qui promulguent les lois intérieures qui concernent le peuple. Le Sénat promulgue des décrets, appelés senatus consulta. Officiellement, il s'agit de « conseils » donnés aux magistrats, bien qu'en pratique, ces décrets sont souvent suivis à la lettre par ces derniers. Si un senatus consultum entre en conflit avec une loi promulguée par une assemblée populaire, la loi prévaut sur le senatus consultum. Le rôle législatif du Sénat est peu à peu diminué, notamment depuis l'apparition des premiers plébiscites qui sont assimilés aux lois des assemblées populaires depuis la promulgation de la Lex Hortensia,.

## Composition et recrutement du Sénat

### Les membres et leur nombre
Le Sénat est une assemblée qui réunit à l'origine les chefs (paterfamilias) des familles romaines (gentes) les plus influentes,. Vers la fin de la monarchie, le Sénat compte au maximum trois cents membres, cent pour chacune des trois tribus romaines.
Selon la tradition, après la chute de Tarquin le Superbe, le nombre de sénateurs a diminué et dès la fondation de la République, les premiers consuls romains Lucius Junius Brutus et Publius Valerius Publicola autorisent aux familles plébéiennes les plus nobles et les plus riches l'accès au Sénat pour revenir à un nombre de trois cents sénateurs. Selon les auteurs antiques, ces plébéiens sont alors élevés au rang de patriciens mais la distinction avec les anciens sénateurs est conservée et ils sont qualifiés de patres conscripti. Les premiers conscripti ont en fait certainement intégré le Sénat quelques décennies plus tard, lorsque la plèbe est parvenue à faire reconnaître par les patriciens ses droits politiques. La distinction conscripti est importante car il apparaît que certaines attributions du Sénat ne relève que des seuls patres comme la nomination d'un interroi lorsque les consuls ne peuvent plus assurer leur mission. Cette distinction entre différents groupes de sénateurs fait du Sénat une assemblée hiérarchisée comportant divers rangs (loci).
Le nombre de trois cents sénateurs qui composent le Sénat demeure inchangé jusqu'au début du Ier siècle av. J.-C. et les réformes de Sylla, mais en 123 av. J.-C., un projet de loi proposé par Caius Sempronius Gracchus a pu avoir pour objectif l'agrandissement du Sénat et son ouverture à l'ordre équestre. Un projet semblable est de nouveau proposé par Livius Drusus en 91 av. J.-C. mais cet agrandissement du Sénat ne se réalise vraiment que durant la dictature de Sylla. Ce dernier double le nombre maximal de sénateurs qui est porté à 600. Jules César agrandit encore le Sénat, principalement en y inscrivant ses propres partisans, et le nombre théorique de sénateurs atteint 900, voire 1 000, à la fin de la République. Durant son principat, Auguste réalise plusieurs épurations du Sénat mais ne parvient pas à faire redescendre le nombre de membres à 300 et fixe finalement la limite à 600.

### La désignation des sénateurs
Jusqu'au milieu du IVe siècle av. J.-C. et la promulgation de la Lex Ovinia, la désignation des sénateurs (lectio senatus) relève des consuls, ou de leurs remplaçants extraordinaires comme les décemvirs et tribuns militaires à pouvoir consulaire. Le Sénat ne semble pas avoir eu une existence permanente ni un poids politique très important avant cette époque. Le choix des nouveaux sénateurs semble obéir à des critères arbitraires et se fait peut-être davantage par affinité avec les magistrats au pouvoir que par le mérite.
Avec la Lex Ovinia, la désignation des nouveaux sénateurs est déléguée aux censeurs, exceptionnellement à un dictateur, qui, tous les cinq ans, font évoluer la liste des sénateurs (album  sénatorial) en retirant les noms de ceux qui se sont rendus indignes de leur statut et en remplaçant les sénateurs décédés durant la période de cinq ans précédente,. La désignation des sénateurs est dorénavant valable à vie et le Sénat devient une institution permanente. La clause de la Lex Ovinia, « par laquelle il est établi que les censeurs choisissent par curie, pour entrer au sénat, les meilleurs citoyens de tout ordre », est finalement assez peu précise et si elle permet en théorie (si par « ordre », Festus entend bien « ordre social » et non « magistrature ») l'accès au Sénat à n'importe quel citoyen romain qui se serait distingué, quelle que soit la classe sociale à laquelle il appartient, dans les faits, les censeurs ne nomment que d'anciens magistrats curules ou flamines majeurs. Toutefois, les magistratures étant de plus en plus occupées par des plébéiens, leur nombre a dès lors sans doute fortement augmenté au sein du Sénat, ce qui est sans doute un des objectifs de la Lex Ovinia.
Les premiers censeurs à avoir révisé l'album sénatorial sont Appius Claudius Cæcus et Caius Plautius Venox. Toute modification de la liste des sénateurs ne peut être effectuée qu'avec l'accord des deux censeurs, soit qu'ils agissent ensemble, soit que l'un d'eux ait officiellement délégué ses pouvoirs pour cette mission à son collègue. Certains sénateurs peuvent être déchus de leur statut selon des critères dont l'appréciation reste en grande partie l'affaire des censeurs mais qui ont fait l'objet de plusieurs lois. Les censeurs ne révisant l'album sénatorial que tous les cinq ans, ceux qui occupent une magistrature curule durant ce laps de temps et qui ne sont pas encore sénateurs peuvent assister aux réunions du Sénat mais ne portent pas le titre de senatores, ils sont qualifiés de quibus in senatu sententiam dicere licet, soit littéralement « ceux qui peuvent prétendre au titre de sénateur ».
La composition du Sénat évolue au cours de la République. De plus en plus de plébéiens, qui ont été élus tribuns de la plèbe puis questeurs, parviennent à intégrer le Sénat grâce notamment à la promulgation de lois tabellaires qui introduisent le concept de scrutin secret. À partir du IIIe siècle av. J.-C., ce sont d'abord les membres de familles romaines appartenant à l'ordre équestre puis de familles originaires du Latium et enfin de toutes les régions aux alentours de Rome comme la Campanie. Cela a pour conséquence de faire diminuer la part des sénateurs ayant occupé une magistrature curule : ils représentent plus de la moitié du Sénat au début du IIe siècle av. J.-C. mais seulement un quart au milieu du Ier siècle av. J.-C..

### Normes éthiques des sénateurs
Le statut de sénateur est une dignitas qui entraîne l'acquisition de nombreux privilèges (ornamenta), comme une place avantageuse dans les théâtres, le port d'un costume spécial ou une place réservée lors des cérémonies publiques, une immunité judiciaire et le droit de figurer sur l'album des juges. Mais ce statut entraîne aussi plusieurs limitations aux activités personnelles des sénateurs. Certains métiers, dont la liste a évolué au gré des lois, sont considérés comme infamants ou incompatibles avec le statut de sénateur comme les gladiateurs, les acteurs, les marchands d'esclaves ou encore les scribes et les haruspices. Comme ils ne sont pas payés, ceux qui cherchent à devenir sénateur sont généralement suffisamment riches pour pouvoir vivre indépendamment. De toute façon, les sénateurs ne peuvent pas s'engager dans des activités lucratives, que ce soit dans le secteur bancaire ou plus généralement dans le commerce. Ainsi, ils ne peuvent pas être propriétaire d'un navire assez grand pour participer au commerce extérieur. Ils ne peuvent pas non plus quitter l'Italie sans une permission du Sénat.
Ce sont les censeurs, lors de la révision de la liste des sénateurs, qui appliquent les normes éthiques au Sénat. Chaque fois qu'un censeur punit ou chasse (ejicere) un sénateur, il doit déclarer quels défauts spécifiques il lui reproche par une nota adjointe à la liste. Des raisons possibles de punition d'un membre incluent la corruption, l'abus de la peine capitale ou le non-respect d'un veto d'un collègue ou des auspices. La peine peut aller de la procédure de destitution à l'expulsion pure et simple du Sénat. Bien qu'il soit difficile d'expulser un membre du Sénat, il est beaucoup plus facile pour les censeurs de négliger (præterire) la vocation d'un citoyen à intégrer le Sénat. Divers manquements moraux peuvent conduire à ne pas être autorisé à intégrer le Sénat : sont souvent invoqués les faillites, qui ne permettent pas d'atteindre un cens suffisant, la prostitution ou un passé de gladiateur. La lex repetundarum de 123 av. J.-C. rend illégale la désignation comme sénateur d'un citoyen reconnu coupable d'un infraction pénale.

## Procédures sénatoriales

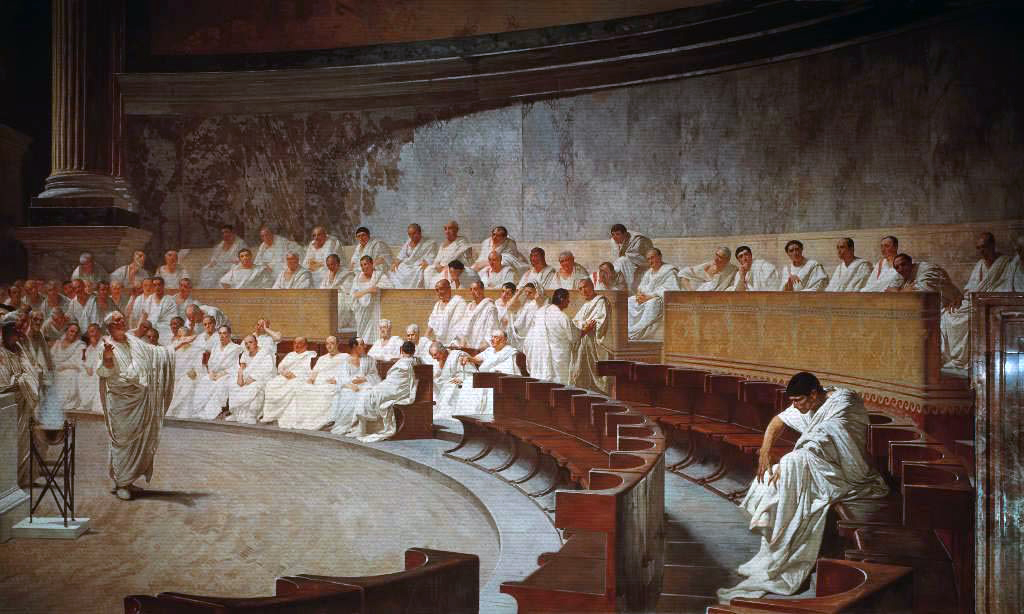
Représentation d'une séance du Sénat sur la toile « Cicéron dénonce Catilina », Cesare Maccari, 1889.

Les règles et procédures du Sénat romain sont à la fois complexes et très anciennes. De nombreuses règles et procédures trouvent leur origine dans les premières années de la République et ont été transmises au fil des siècles sur le principe du mos maiorum (« la coutume des ancêtres »).

### Réunions du Sénat
Le Sénat fonctionne en obéissant à diverses restrictions d’ordre religieux. Chaque séance du Sénat se déroule dans un espace consacré, un templum. Avant chaque réunion, un sacrifice aux dieux est fait et les auspices sont pris afin de déterminer si le Sénat à la faveur des dieux pour ce jour. Les sénateurs ne peuvent pas se réunir d'eux-mêmes, ils doivent être convoqués par un magistrat en exercice qui dispose du ius agendi cum patribus. C'est ce dernier qui choisit le lieu de réunion et préside la séance. Le magistrat qui veut convoquer le Sénat doit publier un ordre appelé cogere. Le cogere est obligatoire et les sénateurs peuvent être punis si leur absence n'est pas justifiée. Marc Antoine, par exemple, menace une fois de détruire la maison de Cicéron pour cette raison.
Les réunions peuvent se faire à l’intérieur comme à l’extérieur des limites sacrées de la ville (pomœrium). Cependant, aucune réunion n'a eu lieu a plus d'un mille (1,48 km) hors du pomœrium. Tant qu'on est à moins d'un mille des limites sacrées, on est à l'intérieur des limites politiques de la ville.
Au début de l'année consulaire, la première réunion a toujours lieu au temple de Jupiter capitolin. D'autres temples conviennent aussi aux réunions, tels que celui de Fides, qui est le lieu de réunion avant le meurtre de Tiberius Sempronius Gracchus ou le temple de la Concorde. La Curie Hostilia, qui est aussi un espace consacré, est le lieu dans lequel le Sénat se réunit le plus souvent. Elle ouvre sur le Comitium, au nord-est de l'esplanade du Forum Romanum, centre névralgique de la Rome républicaine.
Les réunions du Sénat peuvent avoir lieu hors du pomœrium dans les temples de Bellone ou d'Apollon ou encore dans la curie de Pompée à la fin de la République. Certains magistrats qui détiennent l'imperium ne pouvant pénétrer dans les limites sacrées de la ville sans devoir déposer leur pouvoir suprême, ils peuvent ainsi réunir le Sénat sans être dans la ville. Pour certains ambassadeurs, ou même certains rois, le Sénat refuse qu'ils puissent pénétrer dans le pomœrium. Le Sénat peut alors débattre de sujet tels que les déclarations de guerre ou les honneurs à décerner aux généraux victorieux.

### Rôle des différents sénateurs
Le Sénat est dirigé par un magistrat président. Généralement, il s'agit d'un consul ou d'un préteur si les consuls se trouvent hors de la ville. Si un dictateur sert à ce moment-là, c'est lui qui préside généralement les discussions du Sénat. Si le consulat et la préture sont vacantes, c'est alors un interrex, nommé par les seuls sénateurs patres, qui prend en charge la présidence des débats. Celui-ci dispose d'un plein imperium consulaire et est accompagné de douze licteurs, comme les consuls. Cependant, il doit être sénateur et patricien (patres), ce qui exclut les sénateurs dits conscripti. Son mandat expire toujours au bout de cinq jours. Plus tardivement sous la République, les tribuns de la plèbe peuvent aussi présider le Sénat.
Les sénateurs s'installent dans le lieu de réunion en fonction de leur rang (locus). Au IIe siècle av. J.-C., viennent par ordre d'importance les anciens dictateurs, puis les anciens censeurs (dits « censoriens », du latin censorii), puis les anciens consuls, préteurs, édiles, tribuns et enfin les anciens questeurs. Les sénateurs qui se trouvent tout en bas de l'échelle, n'ayant jamais occupé une magistrature curule, sont qualifiés de pedarii, sans doute parce qu'ils ne bénéficient pas de places assises durant les séances.
Pour chacun de ces rangs, les sénateurs ayant occupé les mêmes magistratures sont également hiérarchisés et les patriciens viennent en tête. Le premier sénateur de la liste, au départ le plus âgé des censoriens patriciens puis un consulaire désigné par les censeurs, porte le titre honorifique de princeps senatus.

### Les débats au Sénat
Les débats commencent généralement à l’aube. De temps en temps, des événements (tels que les festivals) peuvent retarder le début d'une réunion. Pendant une séance, le Sénat a tout pouvoir d'agir seul, même contre la volonté du magistrat qui préside la séance. Ce dernier commence souvent chaque réunion par un discours appelé verba fecit. Généralement, ce discours d'ouverture est bref, mais il peut être un assez long discours solennel si le magistrat le souhaite. Ensuite, il lance un débat et laisse la parole aux sénateurs qui discutent de chaque problème et donnent leur avis (sententiam dicere). Durant toute l'histoire de la République, jusqu'au règne d'Auguste, il y a un droit absolu de liberté d'expression au Sénat.
Les sénateurs prennent la parole par ordre d’ancienneté qui correspond à l'ordre de l'album sénatorial. Le premier à parler est donc le princeps senatus. Ensuite, c'est au tour des autres rangs de sénateurs jusqu'à ce que les plus jeunes aient pris la parole. Un sénateur peut faire une brève déclaration, discuter d'une affaire en détail, ou même parler d'un sujet sans rapport. Tous les sénateurs doivent parler avant que se tienne un vote. Bien que chaque réunion doive se terminer à la tombée de la nuit, un sénateur peut proposer d’écourter la séance (par un diem consumere) dans le cas où le débat lancé peut être continué jusqu’à la tombée de la nuit, sans trouver d’issue.
Les actes tels que les acclamations, les huées ou le chahut pour interrompre un orateur jouent un rôle majeur dans un débat. N'importe quel sénateur peut répondre à n'importe quelle question s'il est interpellé. Techniquement, les débats du Sénat sont publics car les portes sont ouvertes, permettant ainsi aux gens d'observer. Une fois un débat lancé, il est difficile pour le magistrat président de le contrôler. Il ne reprend typiquement le contrôle que lorsqu'un vote est sur le point d'être effectué.

### Procédures et votes
Le quorum est exigé pour que le Sénat puisse voter. On sait grâce à une clause de la lex Cornelia de privilegiis qu'en 67 av. J.-C., le quorum est de deux cents sénateurs. Tous les sénateurs ne peuvent pas nécessairement voter, par exemple, un certain nombre de sénateurs occupent certaines magistratures et même s'ils peuvent assister à une réunion du Sénat, ils ne peuvent pas participer aux votes,. Si le quorum est atteint, un vote peut être tenu. Les problèmes de moindre importance se soldent généralement par un vote oral ou à main levée. Pour les votes les plus importants, les sénateurs se déplacent et se séparent en différents groupes (per discessionem), chaque sénateur prenant place derrière celui qui a formulé l'avis auquel il se range.
Pendant les réunions, les sénateurs disposent de différents moyens d’influencer (ou de s’opposer) au magistrat qui préside. Quand un magistrat président propose une motion, les sénateurs peuvent appeler un consule. Cela oblige le magistrat à demander l’opinion de chaque sénateur. Au début de chaque réunion, on procède à l’appel (numera) des sénateurs présents. Pour que la session ait lieu, il faut un nombre minimum de sénateurs : le quorum (similaire au quorum moderne). Les sénateurs peuvent aussi demander qu'une motion soit divisée en plusieurs motions. Quand le moment du vote arrive, le magistrat président peut aborder n'importe quelle motion dans l'ordre qu'il veut. Chaque vote prend la forme d’un pour ou contre.
Toute proposition de motion peut être bloquée par le veto du tribun de la plèbe. Si le Sénat refuse de se conformer à son opposition, le tribun oppose littéralement la sacro-sainteté de sa personne (intercessio) pour empêcher physiquement le Sénat d'agir. La moindre résistance contre un tribun est équivalente à une violation de sa sacro-sainteté et est considérée comme une offense capitale. Dans deux ou trois cas entre la fin de la deuxième guerre punique et le début de la guerre sociale, un consul a mis son veto à un acte du Sénat.
Chaque motion bloquée par un veto est enregistrée dans les annales comme senatus auctoritas. Chaque motion ratifiée devient finalement un senatus consultum. Chaque senatus auctoritas et chaque senatus consultum est transcrit dans un document par le président, qui est ensuite déposé dans le bâtiment abritant le trésor. Ce document inclut le nom du magistrat président, le lieu de réunion, les dates impliquées, le nombre de sénateurs présents au moment où la motion est votée, le nom des témoins de la rédaction de la motion et la substance de celle-ci. En plus, une lettre majuscule « C » est tamponné sur le document pour vérifier que le Sénat a approuvé ce senatus consultum.
Alors qu'un senatus consultum n'a aucune valeur juridique, il sert à montrer l'opinion du Sénat. S'il entre en conflit avec une loi (lex) votée par une assemblée populaire, la loi passe outre au senatus consultum. Cependant, il peut servir à interpréter une loi.
Dans les dernières années de la République, des tentatives sont faites par l'aristocratie pour limiter les impulsions démocratiques de quelques sénateurs. Des lois sont votées pour prévenir les dépenses excessives. En plus, les dépenses de portée générale sont illégales. Ce sont des dépenses très générales sur un grand nombre de points sans rapport qui sont votées par un vote simple.
Pendant sa dictature, Jules César promulgue des lois qui exigent la publication des résolutions du Sénat. Les Acta Diurna, ou « faits du jour », sont destinés à augmenter la transparence et à diminuer le risque d'abus. Cette publication est faite au Forum Romanum. Des copies de ces Acta Diurna sont ensuite envoyées en Italie et dans les provinces extérieures.

### Auteurs antiques
- Tite-Live, Histoire romaine [détail des éditions] [lire en ligne].
- Cicéron, De la République, [lire en ligne].
- Polybe, Histoires [détail des éditions] [lire en ligne].

### Auteurs modernes
- (en) Andrew Lintott, The Constitution of the Roman Republic, Oxford University Press, 1999 (1re éd. 1901), 297 p. (ISBN 0-19-926108-3).
- Marianne Bonnefond-Coudry, Le Sénat de la République romaine de la guerre d'Hannibal à Auguste. Pratiques délibératives et prise de décision, Rome, 1989.
- Mireille Cébeillac-Gervasoni, « La royauté et la République », dans Mireille Cébeillac-Gervasoni, Alain Chauvot et Jean-Pierre Martin, Histoire romaine, Paris, Armand Colin, 2006 (ISBN 2200265875).
- René Robaye, Le droit romain, Éditions Academia, 2014, 339 p.
- Jean Rougé, Les institutions romaines : de la Rome royale à la Rome chrétienne, Paris, Armand Collin, coll. « U2 / Histoire ancienne », 1991 (1re éd. 1971), 251 p. (ISBN 2-200-32201-1).
- Claude Nicolet, Rome et la conquête du monde méditerranéen : tome 1, les structures de l'Italie romaine, Paris, Presses universitaires de France, coll. « Nouvelle Clio », 1991 (1re éd. 1979) (ISBN 2-13-043860-1).
- Élisabeth Deniaux, Rome, de la Cité-État à l'Empire : Institutions et vie politique, Paris, Hachette, 2001, 256 p. (ISBN 2-01-017028-8).
- (en) Lily Ross Taylor, Roman Voting Assemblies : From the Hannibalic War to the Dictatorship of Caesar, University of Michigan Press, 1966  (ISBN 047208125X).
- Theodor Mommsen, Le droit public romain, Paris, 1871-1892 (lire en ligne).
- Theodor Mommsen, Histoire de la Rome antique, Paris, 1863-1872 (lire en ligne).